# Norbert Mappes-Niediek

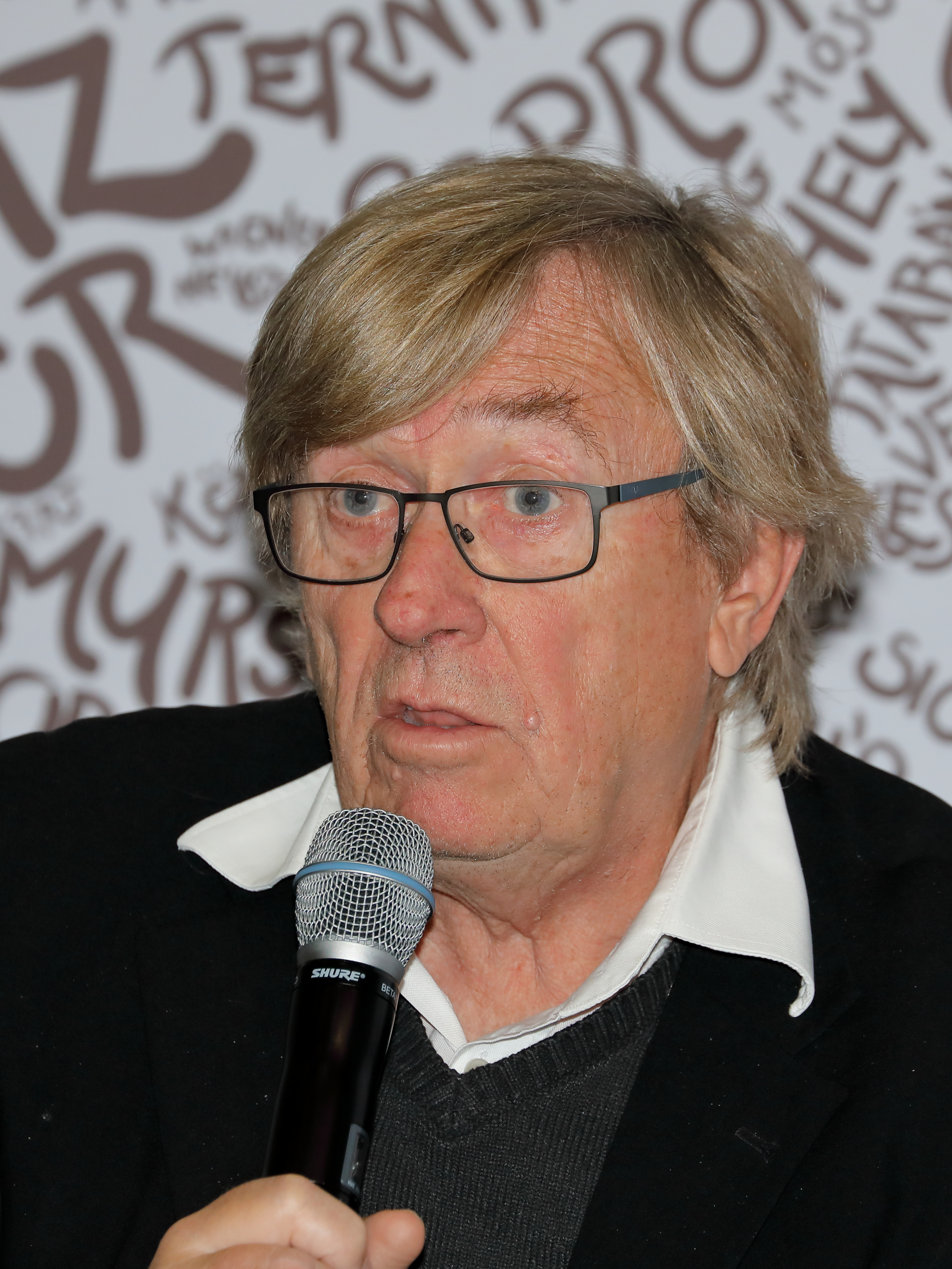
Norbert Mappes-Niediek

Norbert Mappes-Niediek (* 10. Oktober 1953) ist ein deutscher Journalist und Fachautor für Südosteuropa.

## Leben
Mappes-Niediek, gelernter Fachkrankenpfleger für Psychiatrie, studierte in den 1970er Jahren in Bonn und Köln Germanistik und Niederlandistik. Nach ersten journalistischen Gehversuchen bei Frontal, der Zeitschrift des Sozialistischen Hochschulbundes (SHB) war er in den 1980er Jahren Redakteur der SPD-eigenen Wochenzeitung Vorwärts in Bonn. Seit 1991/92 arbeitet er als freier Journalist in Österreich und Südosteuropa. 1994/95 war er Berater des UN-Sonderbeauftragten für das ehemalige Jugoslawien, Yasushi Akashi, 2004/05 Sprecher des Deutschen Bundestages.
Er schrieb in den 1990er Jahren vor allem für Die Zeit, später dann für die Frankfurter Rundschau und die Berliner Zeitung, aber auch für andere überregionale und regionale Zeitungen wie die Blätter für deutsche und internationale Politik, die Financial Times Deutschland, die Badische Zeitung, die Aargauer Zeitung, Der Standard und das NRC Handelsblad und arbeitet heute vor allem für öffentlich-rechtliche Medien, etwa Deutschlandfunk.
Mappes-Niediek lebt mit seiner Familie in Graz in der Steiermark. Er spricht Bosnisch/Kroatisch/Serbisch sowie Niederländisch, Englisch, Französisch und Italienisch.

## Schriften
- Österreich für Deutsche. Einblicke in ein fremdes Land. Mit 40 Fotos von Erich Leonhard, Links, Berlin 2001, ISBN 3-86153-233-6. (5. Auflage 2012; BpB 2012)
- Balkan-Mafia. Staaten in der Hand des Verbrechens – eine Gefahr für Europa. Links, Berlin 2003, ISBN 3-86153-284-0. (übersetzt ins Serbische, Kroatische, Albanische, Rumänische und Spanische)
- Let’s be Frank. Die unglaubliche Geschichte des heimlichen Kaisers von Österreich. Campus, Frankfurt am Main u. a. 2004, ISBN 3-593-37564-8.
- Die Ethno-Falle. Der Balkan-Konflikt und was Europa daraus lernen kann. Links, Berlin 2005, ISBN 3-86153-367-7.[3]
- Kroatien. Das Land hinter der Adria-Kulisse. Links, Berlin 2009, ISBN 978-3-86153-509-6. (BpB 2009; 2. Auflage 2011) – Buchreihe erhielt den ITB Berlin BookAward 2014
- Arme Roma, böse Zigeuner. Was an den Vorurteilen über die Zuwanderer stimmt. Links, Berlin 2012, ISBN 978-3-86153-684-0. (BpB 2013; 3. Auflage 2013; übersetzt ins Tschechische, Albanische und Polnische)[4]
- Europas geteilter Himmel. Warum der Westen den Osten nicht versteht. Links, Berlin 2021, ISBN 978-3962891121.
- Krieg in Europa. Der Zerfall Jugoslawiens und der überforderte Kontinent. Rowohlt, Berlin 2022, ISBN 978-3737101264.